# Isaiah Hartenstein
Isaiah Hartenstein (Eugene, 5 de maio de 1998) é um jogador de basquete profissional germano-americano que atualmente joga pelo Oklahoma City Thunder da National Basketball Association (NBA).
Ele também joga pela Seleção Alemã.

## Primeiros anos
Nascido em Eugene, Oregon, Hartenstein é filho de Florian, um técnico e ex-jogador profissional de basquete de ascendência afro-alemã. Sua mãe é americana. Seus pais se conheceram nos Estados Unidos quando seu pai estudou na Universidade de Oregon.
Em 2008, Hartenstein e sua família se mudaram para a Alemanha, onde seu pai jogava profissionalmente.

## Carreira profissional

### Artland Dragons (2015–2016)
Hartenstein juntou-se as divisões de base do Artland Dragons, depois que o seu pai assinou contrato com o clube em 2009.
Na temporada de 2013-14, Hartenstein liderou a equipe júnior dos Artland Dragons para o título da Bundesliga Sub-16, sendo eleito o MVP do torneio. Ele teve médias de 20,9 pontos, 12,1 rebotes, 3,4 assistências, 2,9 roubos de bola e 1,9 bloqueios na temporada. Seu pai Florian, que atuou como técnico do time, foi eleito o técnico do ano.
Hartenstein foi chamado para jogar no Jordan Brand Classic International Game de 2014 e terminou o jogo com quatro pontos e cinco rebotes em 18 minutos.
Em 1º de fevereiro de 2015, Hartenstein fez sua estreia na Bundesliga de basquete contra o Eisbären Bremerhaven.

### Žalgiris Kaunas (2016–2017)
Em agosto de 2015, Hartenstein fechou um acordo com o Žalgiris Kaunas da Lituânia, mas permaneceu com o Artland Dragons por empréstimo. A equipe havia sido rebaixada para a 2.Bundesliga ProB, a terceira divisão da Alemanha. Hartenstein disputou 14 jogos durante a temporada de 2015-16, tendo médias de 11,6 pontos, 8,9 rebotes, 2,1 bloqueios, 1,6 roubos de bola e 1,4 assistências.
Em janeiro de 2016, ele decidiu deixar o Artland Dragons para se juntar ao Žalgiris Kaunas.
Hartenstein fez sua estreia pelo Žalgiris na liga principal da Lituânia, a LKL, em 28 de setembro de 2016 contra o Šiauliai e na EuroLeague contra o Fenerbahce em 26 de outubro. Mais tarde naquela temporada, ele ajudou Žalgiris a ganhar sua primeira Copa do Rei Mindaugas.

### Houston Rockets (2018–2020)
Hartenstein se declarou para o draft da NBA de 2017 em 22 de abril de 2017. Ele também recebeu um convite para o Draft Combine, mas acabou recusando a participação no evento. Em 22 de junho de 2017, ele foi selecionado pelo Houston Rockets como a 43ª escolha geral no Draft de 2017 e posteriormente competiu pela equipe na Summer League de 2017.
Na temporada de 2017-18, Hartenstein jogou em 38 jogos da G-League pelo Rio Grande Valley Vipers e teve médias de 9,5 pontos e 6,6 rebotes.
Em 25 de julho de 2018, o Houston Rockets assinou um contrato com Hartenstein. Depois de ser enviado para o Rio Grande Valley Vipers, ele foi suspenso por um jogo após deixar o banco durante a derrota por 132-109 para o Memphis Hustle em 17 de dezembro de 2019.
Em 7 de fevereiro de 2019, Hartenstein registrou seu primeiro triplo-duplo da carreira de 12 pontos, 16 rebotes e 11 assistências na vitória por 103-102 contra o Salt Lake City Stars. Na temporada de 2018-19, Hartenstein marcou 33 pontos no jogo decisivo da série ao vencer o título da G-League com o Rio Grande Valley Vipers. Ele ganhou o prêmio de MVP das Finais da G-League.
Em 23 de junho de 2020, o Houston Rockets anunciou que havia dispensado Hartenstein.

### Denver Nuggets (2020–2021)
Em 30 de novembro de 2020, o Denver Nuggets anunciou que havia assinado um contrato de vários anos com Hartenstein. Jogando como reserva de Nikola Jokic, Hartenstein teve médias de 9 minutos, 3.5 pontos e 2.8 rebotes.

### Cleveland Cavaliers (2021)
Em 25 de março de 2021, Hartenstein e duas futuras escolhas de segunda rodada foram negociados com o Cleveland Cavaliers em troca de JaVale McGee. Em seus primeiros doze jogos com os Cavs, Hartenstein teve médias 9 pontos, 7 rebotes, 2,6 assistências e 1,4 bloqueios em 19 minutos.

### Los Angeles Clippers (2021–2022)
Em 27 de setembro de 2021, Hartenstein assinou com o Los Angeles Clippers.

### New York Knicks (2022–2024)
Em 12 de julho de 2022, Hartenstein assinou um contrato de dois anos e US$ 16 milhões com o New York Knicks.

### Oklahoma City Thunder (2024–Presente)
Em 6 de julho de 2024, Hartenstein assinou um contrato de três anos e US$ 87 milhões com o Oklahoma City Thunder.
Em 20 de novembro de 2024, Hartenstein fez sua estreia no Thunder, registrando 13 pontos, 14 rebotes, cinco bloqueios e três assistências em uma vitória de 109–99 sobre o Portland Trail Blazers.

## Carreira na seleção
Hartenstein representou a Alemanha no EuroBasket Sub-16 de 2014 e no EuroBasket Sub-18 de 2015. Ele também ajudou a levar a Alemanha ao quarto lugar no EuroBasket Sub-18 de 2016 com médias de 14,7 pontos, 9,5 rebotes, 1,7 bloqueios e 1,7 roubos de bola, o que lhe valeu uma vaga na Equipe Ideial do torneio.
Em agosto de 2017, ele estreou na Seleção Alemã e participou do EuroBasket de 2017, tendo médias de 4,3 pontos e 2,5 rebotes.

## Estatísticas da carreira

### NBA

#### Temporada regular
| Ano      | Equipe        | PJ  | PT | MPJ  | AP   | 3P   | LL   | RT  | AS  | BR  | TO  | PPJ |
| -------- | ------------- | --- | -- | ---- | ---- | ---- | ---- | --- | --- | --- | --- | --- |
| 2018–19  | Houston       | 28  | 0  | 7.9  | .488 | .333 | .786 | 1.7 | .5  | .3  | .4  | 1.9 |
| 2019–20  | Houston       | 23  | 2  | 11.6 | .657 | .000 | .679 | 3.9 | .8  | .4  | .5  | 4.7 |
| 2020–21  | Denver        | 30  | 0  | 9.1  | .513 | —    | .611 | 2.8 | .5  | .4  | .7  | 3.5 |
| 2020–21  | Cleveland     | 16  | 2  | 17.9 | .582 | .333 | .686 | 6.0 | 2.5 | .5  | 1.2 | 8.3 |
| 2021–22  | L.A. Clippers | 68  | 0  | 17.9 | .626 | .467 | .689 | 4.9 | 2.4 | .7  | 1.1 | 8.3 |
| 2022–23  | New York      | 82  | 8  | 19.8 | .535 | .216 | .676 | 6.5 | 1.2 | .6  | .8  | 5.0 |
| 2023–24  | New York      | 75  | 49 | 25.3 | .644 | .333 | .707 | 8.3 | 2.5 | 1.2 | 1.1 | 7.8 |
| Carreira | Carreira      | 322 | 61 | 15.6 | .577 | .280 | .690 | 4.8 | 1.4 | .5  | .8  | 5.6 |

#### Play-In
| Ano  | Equipe        | PJ | PT | MPJ | AP   | 3P | LL | RT  | AS | BR | TO | PPJ |
| ---- | ------------- | -- | -- | --- | ---- | -- | -- | --- | -- | -- | -- | --- |
| 2022 | L.A. Clippers | 2  | 0  | 6.3 | .500 | –  | –  | 1.5 | .5 | .5 | .0 | 1.0 |

#### Playoffs
| Ano      | Equipe   | PJ | PT | MPJ  | AP    | 3P   | LL   | RT  | AS  | BR | TO  | PPJ |
| -------- | -------- | -- | -- | ---- | ----- | ---- | ---- | --- | --- | -- | --- | --- |
| 2019     | Houston  | 2  | 0  | 1.0  | 1.000 | .000 | .000 | .5  | .0  | .0 | .0  | 2.0 |
| 2023     | New York | 11 | 0  | 20.0 | .478  | —    | .750 | 4.6 | 1.3 | .8 | 1.4 | 3.1 |
| 2024     | New York | 13 | 13 | 29.8 | .592  | .500 | .864 | 7.8 | 3.5 | .3 | .9  | 8.5 |
| Carreira | Carreira | 26 | 13 | 16.9 | .690  | .250 | .537 | 4.3 | 1.5 | .3 | .7  | 4.5 |

### Europa
| Ano      | Equipe   | Liga     | PJ | MPJ  | AP   | 3P   | LL   | RT  | AS  | BR  | TO  | PPJ  |
| -------- | -------- | -------- | -- | ---- | ---- | ---- | ---- | --- | --- | --- | --- | ---- |
| 2015–16  | Artland  | BBL      | 14 | 24.0 | .479 | .425 | .543 | 8.9 | 1.4 | 1.6 | 2.1 | 11.6 |
| 2016–17  | Žalgiris | LKL      | 29 | 12.2 | .490 | .286 | .705 | 3.5 | .7  | .9  | .6  | 4.7  |
| Carreira | Carreira | Carreira | 43 | 18.1 | .484 | .355 | .624 | 6.2 | 1.0 | 1.2 | 1.3 | 8.1  |